# AE Волос Вероники
AE Волос Вероники (лат. AE Comae Berenices) — одиночная переменная звезда* в созвездии Волосы Вероники на расстоянии приблизительно 29909 световых лет (около 9170 парсеков) от Солнца. Видимая звёздная величина звезды — от +15,9m до +14,2m.

## Характеристики
AE Волос Вероники — жёлто-белая пульсирующая переменная звезда типа RR Лиры (RRAB) спектрального класса F. Эффективная температура — около 6940 K.